# 细齿异野芝麻
细齿异野芝麻（学名：Heterolamium debile var. cardiophyllum）为唇形科异野芝麻属下的一个变种。